# Satan (band)
Satan is een Britse New Wave of British Heavy Metalband uit Newcastle upon Tyne, opgericht in 1979, ontbonden rond 1993, kwam samen voor een optreden in 2004 en is sinds 2011 regelmatig weer actief. Ondertussen noemde ze zichzelf ook Pariah of Blind Fury.

## Bezetting
Huidige bezetting
- Graeme English (e-basgitaar)
- Sean Taylor (drums)
- Russ Tippins (e-gitaar)
- Steve Ramsey (e-gitaar)
- Brian Ross (zang)

Voormalige leden
- Steven Bee (e-basgitaar)
- Ian McCormack (drums)
- Andy Reed (drums)
- Trevor Robinson (zang)
- Andrew Frepp (zang)
- Michael Jackson (zang)

- Steve Allsop (zang)
- Ian Swift (zang)
- Lou Taylor (zang)
- Phil Brewis (zang)
- Gary 'Ecky' Westgate (e-gitaar)
- Alan Hunter (zang)

## Geschiedenis
De band is in 1979 opgericht door de gitaristen Russ Tippins en Steve Ramsey, vergezeld door zanger Andrew Frepp, bassist Steven Bee en drummer Andy Reed. Bij hun eerste concert speelde de band de vier covers Paranoid van Black Sabbath, Pinhead van The Ramones, Motörhead van Motörhead, Doctor Doctor van UFO en Holiday in Cambodia van Dead Kennedys. Graeme English kwam in 1981 bij de band als de nieuwe bassist en later de nieuwe zanger Paul Smith. De eerste live optredens volgden met de nieuwe zanger Trevor Robinson. Hierdoor trok de band meer aandacht en kwam ze in contact met het label Guardian Records and Tapes. De band nam vervolgens hun eerste demo op in november 1981 in een studio in Durham met vier nummers. De twee nummers The Executioner en Oppression werden beschikbaar gesteld voor de sampler Roxcalibur. De andere twee nummers Kiss of Death en Heads Will Roll staan op de single Kiss of Death, die in 1982 uitkwam. Daarop kwam Ian McCormack op als de nieuwe drummer als vervanger van Read. Trevor Robinson werd vervangen door Lou Taylor voordat hij werd vervangen door Ian Swift. Vervolgens werd de demo Into the Fire opgenomen. Zes van de zeven nummers verschenen op het debuutalbum Court in the Act. Alleen Pull the Trigger was niet inbegrepen. Dit nummer belandde later op het Blitzkrieg-album met dezelfde naam. Door de demo bereikte de band een contract met Roadrunner Records, waarbij het album Court in the Act zou verschijnen. Vóór de albumopnamen verliet Swift de band opnieuw, zodat Brian Ross van Avenger en Blitzkrieg als zanger op het album te horen was. McCormack had ook de band verlaten en werd vervangen door Sean Taylor. Na het uitbrengen verliet Ross de band richting Blitzkrieg en werd in 1984 vervangen door de terugkerende Lou Taylor. Om niet geassocieerd te worden met het black metalcircuit, besprak de band een naamsverandering in de zomer van 1984 en een paar maanden later werd de beslissing voor Blind Fury genomen. Eindelijk is het album Out of Reach gemaakt. De band verklaarde ook dat Court in de Act van Kerrang! werd gepland en volgens hun eigen verklaringen dachten jonge en onervaren muzikanten dat ze iets verkeerd hadden gedaan. De band veranderde toen haar naam in Blind Fury en was vervallen in de begeleidingsband van Lou Taylor. Daarna moest Taylor de band weer verlaten en nam de band de naam Satan weer aan omdat veel oude fans de naamsverandering niet wilden accepteren en het succes steeds meer ontbrak. De band verloor ook hun contract bij Roadrunner Records. Michael J.Jackson werd lid van de band als nieuwe zanger. In 1986 bracht de band de demo Dirt Demo '86 uit, waarbij ze een contract bereikten met het Duitse label Steamhammer Records. Het volgende album Suspended Sentence volgde in 1987. Daarna volgden verschillende concerten, onder meer samen met Running Wild in Duitsland. Het jaar daarop veranderde de band haar naam in Pariah en bracht het album The Kindred uit in 1988. De plaat werd geproduceerd door Roy Rowland. Het volgende album Blaze of Obscurity werd door de band zelf geproduceerd en opgenomen in de Horus Studios. Het album werd uitgebracht in 1989, maar voldeed niet volgens het label, wat de beëindiging betekende. Ramsey en English legden zich voornamelijk toe op het nieuwe project Skyclad, dat ze samen met ex-Sabbath-lid Martin Walkyier opbouwden en waarin ze een nieuwe stijl met violen in gedachten hadden. In 1993 werd nog een album opgenomen in de Link Studios en in hun eigen oefenruimte. De band bestond uit de gitaristen Steve Ramsey en Russ Tippins, bassist Graeme English, drummer Ian McCormack en zanger Alan Hunter. Aangezien de band voor het uitbrengen ontbond, bleef het album tot 1998 ongepubliceerd.
Op 6 augustus 2004 gaf de band hun eerste concert in 20 jaar in de klassieke bezetting van het album Court in the Act in de Wacken Open Air. In 2004 werden het Blind Fury-album Out of Reach en het livealbum Live in the Act uitgebracht. In 2011, zeven jaar na het eenmalige optreden in de Wacken Open Air, vond de band elkaar eindelijk weer terug en speelde concerten en trad op tijdens festivals als het Keep It True. In 2012 werd een nieuw album aangekondigd, dat in 2013 werd uitgebracht om het 30-jarig jubileum van het debuut bij Listenable Records te vieren. Het livealbum Trail of Fire - Live in North America, waarmee de band hun eerste tournee door Noord-Amerika documenteert, werd op tijd uitgebracht voor de tweede Amerikaanse tournee in oktober 2014. Het is geen continue opname, maar eerder een compilatie van de zes concerten die plaatsvonden in zes steden in zes staten. Het tweede studioalbum Atom by Atom sinds de hereniging van de band, werd op 2 oktober 2015 uitgebracht via Listenable Records. Net als voor Life Sentence werd het album opgenomen in First Avenue Studios in Newcastle upon Tyne en gemixt door Dario Mollo. Net als bij de laatste twee lp's komt het hoesontwerp van Eliran Kantor.

## Stijl
Court in the Act was een van de zwaarste albums ooit opgenomen, zelfs binnen de zich snel ontwikkelende New Wave of British Heavy Metal. Het grenst aan thrashmetal, dat pas in 1983 verscheen, en de snelheid van Break Free uit 1983 in Metal Forces werd vergeleken met die van Metallica en de opmerking 'pure metal up your ass' op de originele titel zinspeelde op haar debuutalbum Kill 'Em All. Andere stukken zijn toegankelijker en worden op gemiddeld tempo gehouden. Vanuit een anglofiel perspectief worden de band, samen met Raven, Jaguar en Blitzkrieg, beschouwd als de uitvinders van speedmetal. Bovendien wordt het album beschouwd als een invloed op powermetal. Zoals Doe benadrukte, kon de band, ondanks hun naam, niet worden toegewezen aan blackmetal. Het ging niet over satanische inhoud, maar richtte zich op wraak, terreur en wetsovertredingen. Ramsey gaat ervan uit dat de punkwortels van de band er nog steeds zijn.
Ralf van The Metal Observer vergeleek de stijl van de opvolger Out of Reach, gepubliceerd onder de naam Blind Fury met Satan en Cloven Hoof en beschreef het als epische, snelle, door NWoBHM beïnvloede powermetal met ruwe zang. Eduardo Rivadavia ziet het album als het resultaat van een ambivalentie tussen de voortzetting van de metaltraditie en commerciële oriëntatie, waarbij de laatste gemakkelijk te onthouden is in stukken als Do It Loud, Contact Rock and Roll en Dynamo met compacte lengte, veilige arrangementen en anthemisch, gemakkelijk te onthouden refreins. Aan de andere kant het titelnummer en het Queensrÿche-achtige Dance of the Crimson Lady, Pt. 1 met dramatische geluiden, synthesizers en, in het laatste geval, ook een nauwelijks top 40 compatibele fantasietekst op epische metal.
Het eerste album The Kindred, opgenomen onder de naam Pariah, is harder dan zijn voorganger Suspended Sentence, opnieuw opgenomen als Satan, maar tegelijkertijd pakkender. Hier speelde de band een combinatie van het onmiskenbare Satan-geluid en bepaalde elementen uit het gebied van speed/thrashmetal (staccato riffs) en met betrekking tot de teksten behandelt het kwintet deze keer weer enkele hot topics. Volgens Holger Andrae van Powermetal.de was de band echter een beetje op een stilistische zoektocht. Een jaar later werd dit afgerond en in 1989 presenteerde het kwintet met Blaze Of Obscurity zich in uitstekende staat. Dit album biedt alles wat de vriend van melodieuze elektrische gitaarrock wil horen: de onvergelijkbaar grote gitaarduels van Mr. Tippins en Ramsey, het constant pompende basspel van Mister English, de keiharde percussietechniek van Uncle Taylor en de krachtig schorre zang van Michael J.Jackson. Alle ingrediënten die al op eerdere albums te horen waren - behalve de zang van Michael - maar niet in deze indrukwekkende kwaliteit. De stijl op Blaze of Obscurity beweegt tussen chagrijnige NWoBHM en complexe thrashmetal. 
Het laatste Pariah-album Unity werd door Fierce van Vampster beschreven als een echt goed, zij het onopvallend, melodieus powermetal-album dat pas echt in het spel komt na een paar luistercycli. Het album deed hem denken aan de meeste van de laatste Riot-albums, vooral als het om eerlijkheid gaat. Net als Riot hoeft Pariah zich absoluut niet aan te passen aan trends, maar leggen ze de nadruk op eenvoudige songstructuren en fijne melodieën, die je uiterlijk na de derde keer gewoon niet uit je oren kunt krijgen. Wat de instrumentale kant betreft, klinkt Pariah zeker niet zo lastig als in de tijd van Satan, maar de band kan het loslaten, dat wil zeggen dat er harde riffs en contrabas werden gebruikt, evenals akoestische gitaren. Men raakt niet eens betrokken bij ingewikkelde pauzes, zodat de song duidelijk op de voorgrond staat voor de muzikanten. De albums sinds de reünie van de band in 2011 worden door zowel de band zelf als de pers vaak beschreven als een direct vervolg op Court in the Act. Satan vertrouwt op een ruw, onvervalst geluid. Oliver Weinsheimer van het tijdschrift Deaf Forever schrijft over het album Atom by Atom uit 2015: De schijf klinkt alsof de luisteraar midden in de live-ervaring zit.

## Discografie
als Satan
- 1981: The First Demo (demo, eigen publicatie)
- 1982: Into the Fire (demo, eigen publicatie)
- 1982: Kiss of Death (single, Guardian Records and Tapes)
- 1983: Court in the Act (album, Roadrunner Records)
- 1986: Dirt Demo '86 (demo, eigen publicatie)
- 1987: Suspended Sentence (album, Steamhammer Records)
- 1987: Into the Future (ep, Steamhammer Records)
- 2000: Blitzkrieg in Holland (livealbum, Metal Nation Records)
- 2004: Live in the Act (livealbum, Metal Nation Records)
- 2011: Into the Fire / Kiss of Death (compilatie, Buried by Time and Dust Records)
- 2011: The Early Demos (compilatie, Death Rider Records)
- 2013: Life Sentence (album, Listenable Records)
- 2014: Trail of Fire – Live in North America (livealbum, Listenable Records)
- 2015: Atom by Atom (album, Listenable Records)
- 2018: Cruel Magic (album, Metal Blade Records)
- 2022: Earth Infernal (album, Metal Blade Records)

als Blind Fury
- 1984: Demo '84 (demo, eigen publicatie)
- 1985: Out of Reach (album, Roadrunner Records)

als Pariah
- 1988: The Kindred (album, Steamhammer Records)
- 1989: Blaze of Obscurity (album, Steamhammer Records)
- 1998: Unity (album, Aartee Music)